# Hải lưu California
Hải lưu California là một hải lưu trong Thái Bình Dương, chuyển động về phía nam dọc theo vùng biển miền duyên hải phía tây Bắc Mỹ, bắt đầu từ ngoài khơi phía nam British Columbia và kết thúc tại ngoài khơi phía nam Baja California. Nó là một kiểu hải lưu được biết đến như là hải lưu ranh giới phía đông và là một phần của hoàn lưu Bắc Thái Bình Dương, một dòng chảy xoáy lớn chiếm lĩnh phần bồn địa phía bắc của Thái Bình Dương. Chuyển động của vùng nước phía bắc về phía nam làm cho vùng duyên hải này lạnh hơn so với vùng duyên hải cùng khoảng vĩ độ ở phía đông của Hoa Kỳ. Bên cạnh đó, sự nâng lên mạnh mẽ của nước lạnh hơn tại vùng cận kề bề mặt cũng xảy ra, do gió tây bắc thịnh hành gây ra thông qua hiệu ứng Ekman. Gió đưa nước bề mặt về bên phải của luồng gió (nghĩa là vùng xa bờ trong trường hợp này), làm cho nước từ phía dưới phải nâng lên để thay thế và chiếm lĩnh khoảng trống để lại. Sự nâng lên này tiếp tục làm lạnh luồng nước vốn đã lạnh của hải lưu California. Đó chính là cơ chế tạo ra sương mù đặc trưng của vùng duyên hải California.
Nước lạnh hơn này chứa nhiều dưỡng chất do khi bị nâng lên nó cũng mang tới bề mặt các trầm tích giàu dưỡng chất, hỗ trợ cho các quần thể lớn các động vật biển như cá voi, chim biển và góp phần phát triển nghề cá. Hải lưu hẹp hơn và yếu hơn, chảy ngược chiều là hải lưu Davidson, nó đôi khi đưa một lượng nước ấm hơn về phía bắc trong các tháng mùa đông. Trong thời kỳ xuất hiện hiện tượng El Niño thì hải lưu California bị phá vỡ, dẫn tới sự suy giảm của thực vật phù du, tạo ra hiệu ứng dây chuyền trong chuỗi thức ăn, chẳng hạn suy giảm trong sản lượng cá đánh bắt được, tỷ lệ tử vong cao hơn của động vật và chim biển cũng như gia tăng tần suất thất bại trong sinh sản của chúng. Năm 2005, sự phá vỡ hải lưu California nhưng không gắn liền với hiện tượng El Niño cũng đã gây ra sự suy giảm quần thể nhuyễn thể trong hải lưu này, dẫn tới các tác động tương tự